# Пробиштип
Пробиштип (мкд. Пробиштип) је град у Северној Македонији, у источном делу државе. Пробиштип је седиште истоимене општине.
Пробиштип је познат као рударско насеље.

## Географија
Град Пробиштип је смештено у источном делу Северне Македоније. Од најближег већег града, Штипа град је удаљен 40 km северно, а од главног града Скопља 95 km источно.
Рељеф: Пробиштип је средиште историјске области Злетово, познате по рударству. Насеље је положено у тзв. Злетовској котлини, на приближно 550 метара надморске висине. Северно од града издижу се Осоговске планине, а источно планина Манговица. Јужно се пружа котлина.
Клима у Пробиштипу је умерено континентална клима.
Воде: Кроз Пробиштип протиче пар потока, који се јужно од града уливају у Злетовску реку, притоку Брегалнице.

## Историја
Околица Пробиштип, нароћито јужна подгорина Осоговских планина, била је позната већ за Римљана, као изузетно богато налазиште минерала и са бројним рудницима.
Први помен насеља под данашњим именом јавља се у 14. веку, када се дато насеље налази у оквиру српске средњовековне државе. Међутим, вековима је то било село без већег значаја у сенци оближњих Кратова (седишта управе) и Злетова (великог рудника од давнина). Тако је почетком 20. века насеље бројало тек нешто више од 200 становника, све православних Словена.
1912. године Злетовска област се са околином припаја Краљевини Србији, касније Југославији. Пробиштип и његови рудници нарочито су добро радили за време Југославије, па је то време процвата привреде и нагог раста града.
Од 1991. године град је у саставу Северне Македоније.

## Становништво
Пробиштип је према последњем попису из 2021. године имао укупно 9.760 становника.
| Национални састав према попису из 2021.‍ | Национални састав према попису из 2021.‍ | Национални састав према попису из 2021.‍ | Национални састав према попису из 2021.‍ | Национални састав према попису из 2021.‍ |
| --------------------------------------- | --------------------------------------- | --------------------------------------- | --------------------------------------- | --------------------------------------- |
|                                         |                                         |                                         |                                         |                                         |
| Македонци                               | Македонци                               |                                         | 9.189                                   | 94,1%                                   |
| Роми                                    | Роми                                    |                                         | 99                                      | 1%                                      |
| непописани                              | непописани                              |                                         | 346                                     | 3,5%                                    |

Претежна вероисповест месног становништва је православље.

## Привреда
У близини Пробиштипа налази се познати рудник олова и цинка „Злетово“, у којем се експлоатација вршила већ од антике. У самом граду подигнута је 1976. фабрика батерија и акумулатора, која данас послује као фабрика акумулатора ВЕСНА — САП.

## Занимљивости
Пробиштип је млад град, па нема старе архитектуре.
Пробиштипски крај познат је и по оближњем манастиру Лесново, посвећеном Св. Арханђелу Михајлу и Светом Гаврилу Лесновском.
Некадашњи вршилац дужности председника владе Северне Македоније Емил Димитриев је рођен у Пробиштипу.

## Галерија
- Градска црква, посвећена Успенију Пресвете Богородице
- Градска кућа Пробиштипа
- Средњошколски центар „Наум Наумовски Борче“
- Градски дом културе
- Панорама Пробиштипа
- Музеј ретких минерала
- Пробиштип
- Главна раскрсница у Пробиштипу
- Градски парк